# Liesegang

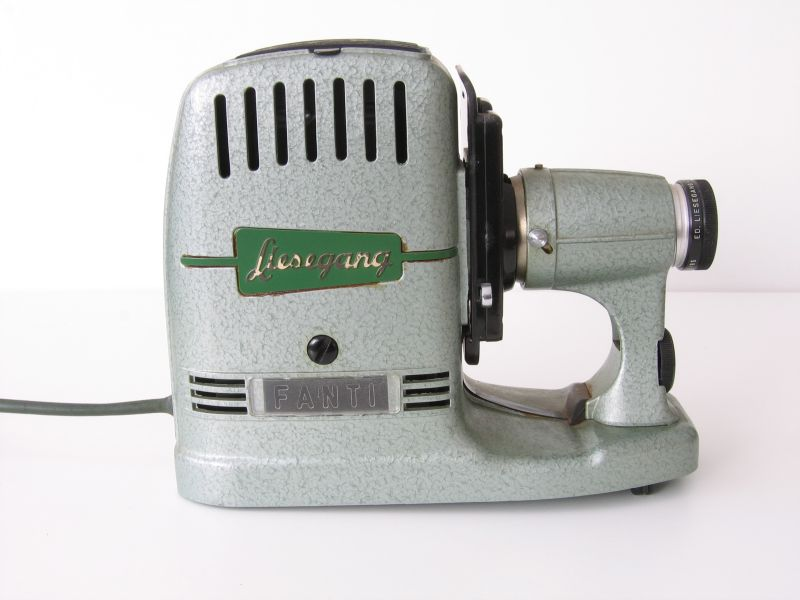
En diaprojektor från Liesegang.

Liesegang (Liesegang Technology Vertriebsgesellschaft mbH) är ett tyskt företag som bland annat tillverkar overhead-apparater och projektorer. Liesegang grundades 1854 och huvudkontoret ligger i Düsseldorf.